# Château de La Brillanne
 (janvier 2022).
Si vous disposez d'ouvrages ou d'articles de référence ou si vous connaissez des sites web de qualité traitant du thème abordé ici, merci de compléter l'article en donnant les références utiles à sa vérifiabilité et en les liant à la section « Notes et références ».

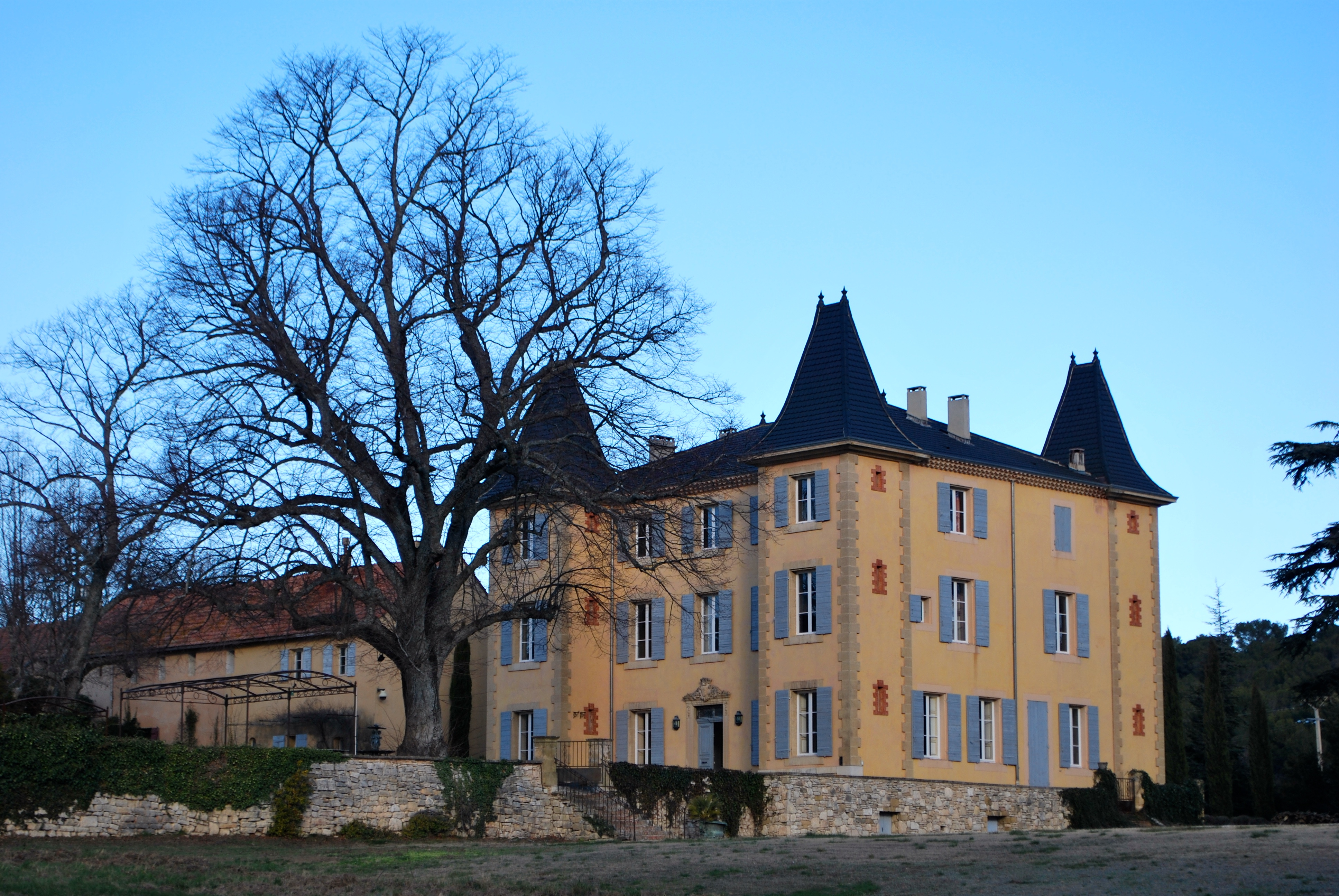
La Brillanne, matin d'hiver.

Le château de La Brillanne est situé à Puyricard, sur la commune d'Aix-en-Provence, sur le piedmont de la chaîne de la Trévaresse. 
Plusieurs remaniements successifs ont progressivement modifié le bâtiment d'origine, contribuant ainsi à lui donner son style architectural actuel.      

## Historique

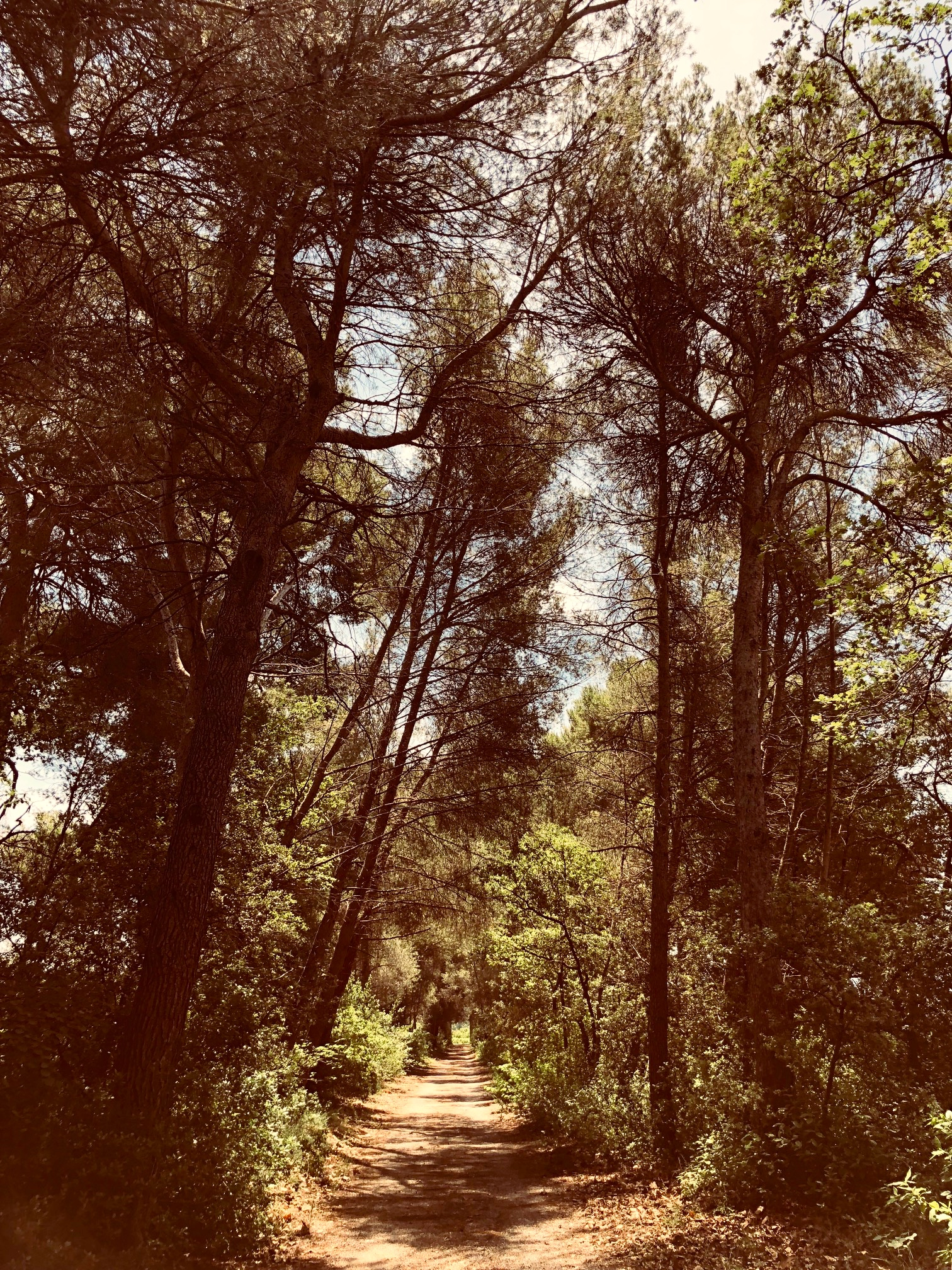
La Brillanne - La tèse

À l'origine, La Brillanne était une construction dont les traces remontent au XVe siècle. Elle a par la suite évoluée en bastide.       
C'était un domaine agricole destiné à la consommation personnelle des propriétaires, où l'on a édifié une maison des champs : une résidence d'été où l'eau et les ombrages abondent pour apporter la fraîcheur aux notables citadins qui s'y consacrent aux plaisirs de la villégiature d'avril à la fin des vendanges. L'hiver, la famille de Coye de Castelet habitait dans son hôtel particulierau 36 cours Mirabeau, l'Hôtel de Courtès.
Une maison faite de rusticité et d'élégance, de simplicité et de raffinement constamment modifiée au fil des siècles.
Tout à la fin du XIXe siècle, la propriété, se voit rajouter un étage ainsi que quatre tours carrées à chaque angle ce qui lui vaut dès lors l’appellation de château, ainsi qu’un toit d’ardoises.
La Brillanne connaitra le progrès moderne durant l'entre-deux-guerres grâce à l'arrivée de l'électricité (l'électrification arrivera au château dans l’entre-deux-guerres, après adoption du projet par la mairie d’Aix et le conseil départemental lors de la séance du 17 mai 1923), de l'eau potable (sera installée après la délibération du 8 décembre 1927) et du téléphone (Délibération municipale pour l’installation d’une cabine téléphoniquedans le hameau de Coutheron sur demande des propriétaires en mai 1927.).    

### Des origines auXXesiècle
Les origines de La Brillanne sont évoquées par l'abbé Ambroise Roux-Alphéran, qui au milieu du XIXe siècle consacre un ouvrage à l'histoire de Puyricard.
À l’origine, la terre de Puyricard est propriété de l'archevêque d'Aix, qui la partage avec la famille des Baux.
Les terres où se trouve La Brillanne dépendaient en 1300 de la famille de Baux, seigneur de Puyricard, jusqu’en 1500 vraisemblablement. 
Puis les terres furent propriété de la famille d’Estienne de Chaussegros, seigneur de Saint Jean de la Salle et comte de Prunières, issue de Jean D'Estienne, Notaire, Consul d'Aix et Procureur du pays en 1560 et seigneur de Saint Jean de la Salle, aujourd'hui château du Grand-Saint-Jean entre Rognes et Eguilles. (Il se marie 10 octobre 1527 à Antonone d’Ubaye de Meyran).
Dès 1696, la carte du terroir d’Aix-en-Provence dénombre 20 bastides, la plupart déjà concentrées sur le plateau de Puyricard.
La cinquième génération, à travers Louis d’Estienne seigneur de Saint Jean de Vaugine comte de Prunières, conseiller au parlement du Dauphiné (marié à Grenoble le 14 juillet 1694 à Marie Thérèse de Puvelin Alleman de Chatte née en 1672), vendra les terres en 1735.
En 1735, la famille Johannes de la Brillanne achète les terres.
Le marquis Charles de Johannes de La Brillanne (marié le 16 octobre 1713 avec Gabrielle de Demandols de la Palu, et décédé en 1746) donnera son nom à la propriété. (D’abord La Brione puis La Brillanne)

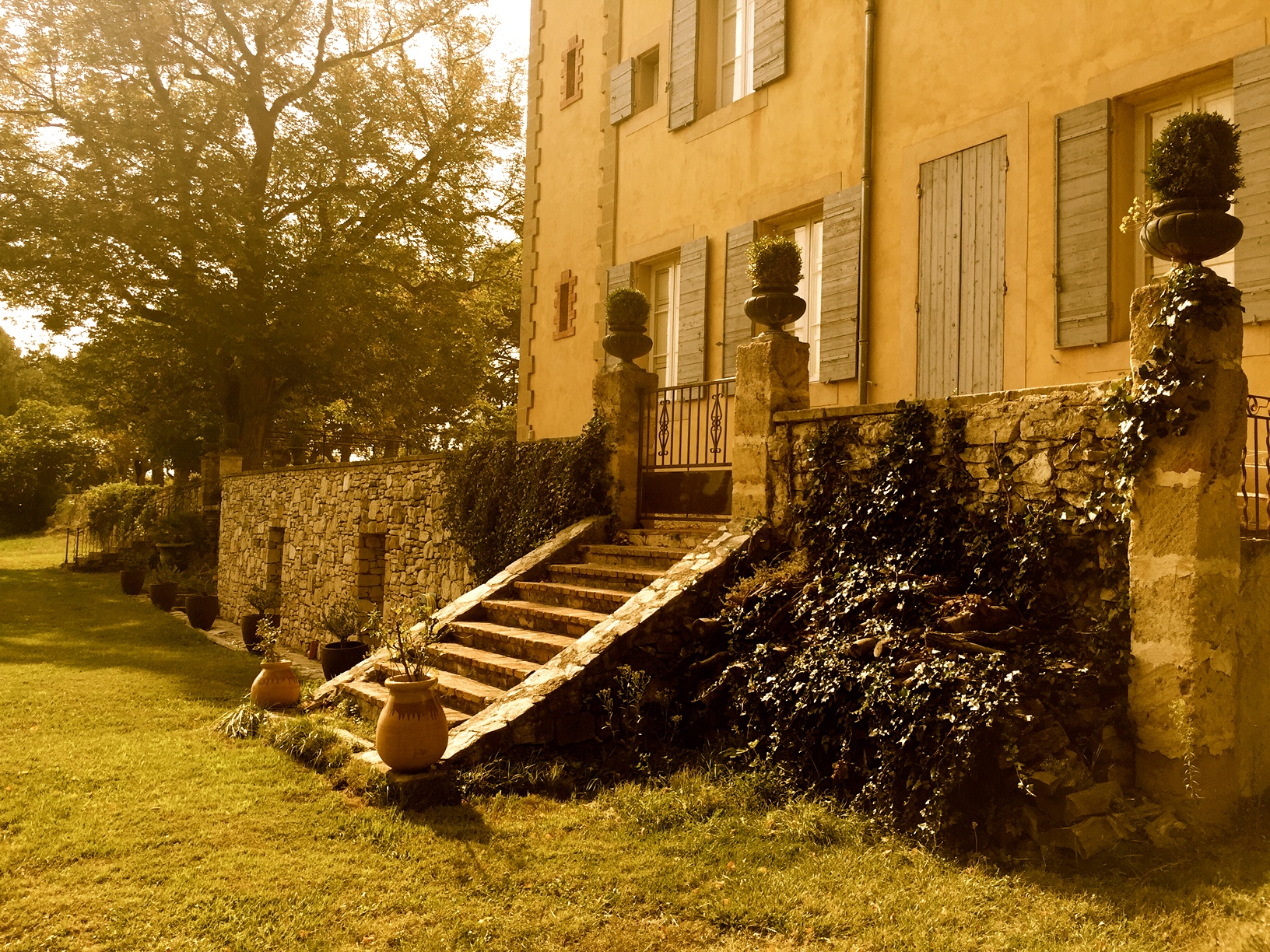
La Brillanne, façade du levant.

La Brillanne est alors mentionnée sous le nom de La Brione au sein de l'ouvrage Itinéraire complet de la France ou tableau général de toutes les routes et chemins de traverse de ce royaume paru en 1790 (Carte de Cassini de 1740).
Cette famille aujourd’hui éteinte possède depuis la fin du XVe siècle son tombeau dans l’église Sainte-Magdeleine à Aix-en-Provence.
Son fils, Jean Louis de Johannes marquis de La Brillanne chevalier d’Aix, consul et procureur du pas d’Aix, épouse le 25 février 1760 en l’église de Venelles, Pélagie Rosalie de Guérin, fille de Nicolas de Guerin écuyer, conseiller du roi demeurant en Artois.
Leur fille, Charlotte Angélique de Johannes marquise de La Brillanne (née dans la bastide le 2 aout 1760, baptisée le 5 août en l’église de Puyricard) épousera le 21 octobre 1783 en l’église de la Madeleine d’Aix, Louis-François de Franc, avocat à la Cour au Parlement de Provence, Juge au tribunal de 1reinstance d’Aix. 
Le couple vendra les terres à la veille de la Révolution (et se retirera dans la Var, à Brignoles, propriété de la famille De Franc). 
Joseph-Martial Du Veyrier (né en 1742) fera l’acquisition de la propriété juste avant la Révolution française. Lieutenant-colonel de Gendarmerie, écuyer du Roi et capitaine de cavalerie ayant la confiance de Louis XVI. Il sera chargé de conduire le comte de Mirabeau au fort de Joux en 1775 lors de son transfert du château d’If pour une prison de la région parisienne. Son frère fut l’avocat et grand défenseur du duc d’Orléans à la suite des journées des 5 et 6 octobre. En 1789, retour forcé de Louis XVI à Paris. Tous furent incarcérés sur ordre de Robespierre et sauvés par Hérault de Séchelles.
Joseph-Martial Du Veyrier décèdera le 5 octobre 1794, et sa fille héritera des terres.
Zoé Catherine(née en 1776 et décédée le 24 juillet 1861 à 84 ans) se mariera le 25 octobre 1796 avec Alexis-François-Marie Philip de Rambert (1765–1831).
Ils auront une fille : Marie Françoise Zoé Philip de Rambert (née en octobre 1797 et décédée le 2 septembre 1874 à 74 ans dans la bastide) qui se mariera à Puyricard le 15 juin 1818 avec Amédé Étienne Joseph Geneviève de Coye de Castelet (1785 à Aix – 1867 au château ) originaire des Baux de Provence dont le grand père était Conseiller secrétaire du Roi, Maison et Couronne de France, Avocat au Parlement de Paris. 
La Brillanne sera sa dot de mariage.

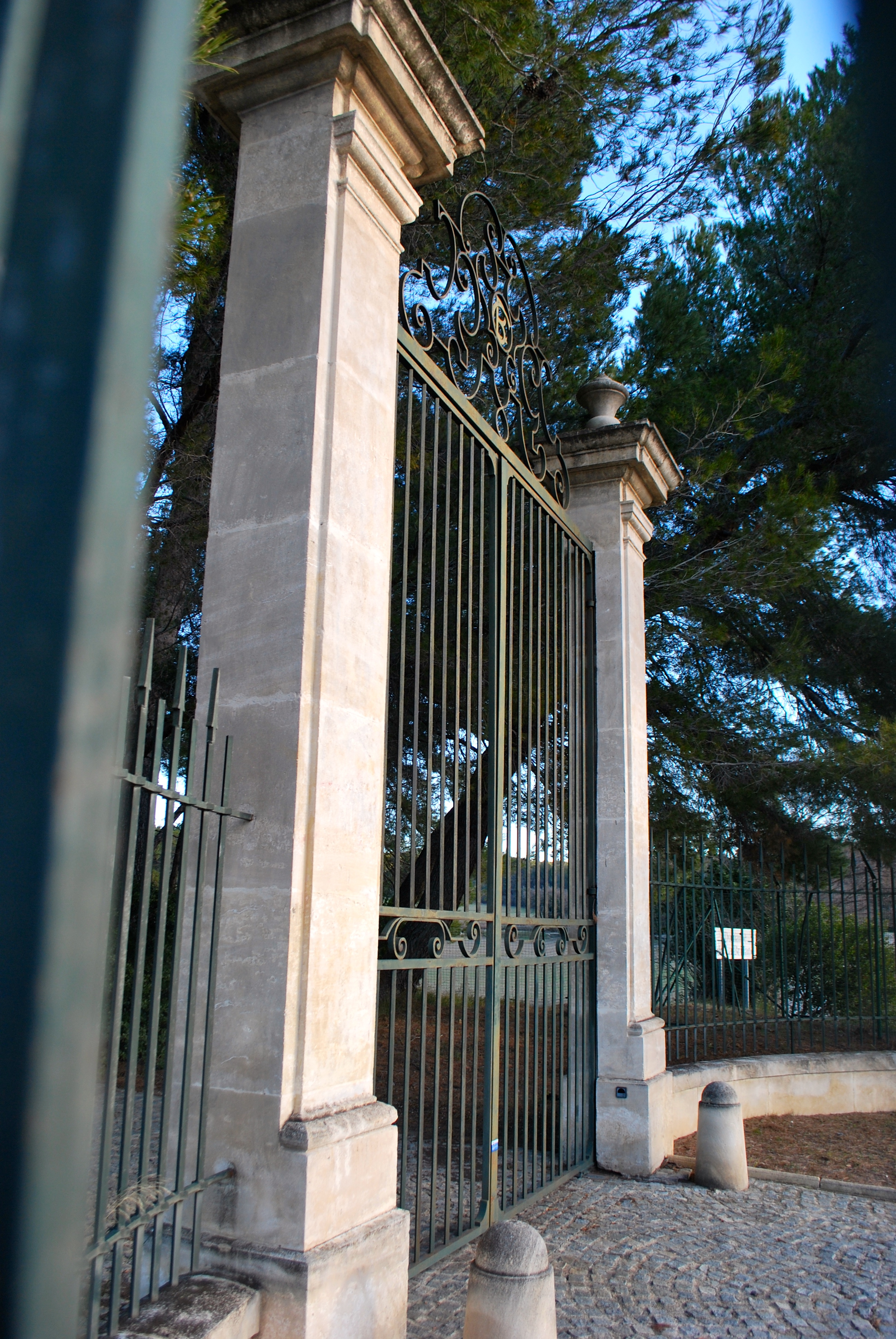
La Brillanne - Grille d'entrée

De La Brillanne a cette époque, quelques témoignages des descendants  de la famille De Coye De Castelet témoignent de la vie au XIXe siècle, grâce au Journal de La Présidente : 1883-1899 retrouvé en 1994 (Il s’agit d’une chronique de la vie à la bastide, tenue pendant seize étés, du 17 juin 1883 au 27 octobre 1899, par les propriétaires de La Présidente, surtout la petite fille qui se fait appeler « Chichon »,  amis et cousins des Coye de Castelet. Ce journal se compose de quatre cahiers, d’environ 200 pages. Damien de Coye de Castelet illustrera ce journal régulièrement).
À l’été l’été 1893, le choléra a fait fuir un certain nombre d’Aixois. Sur le plateau de Puyricard, c’est à peine si on en parle mais dans le journal on observe que les Piémontais qui viennent « visiter les pins » sont arrivés à La Brillanne. 

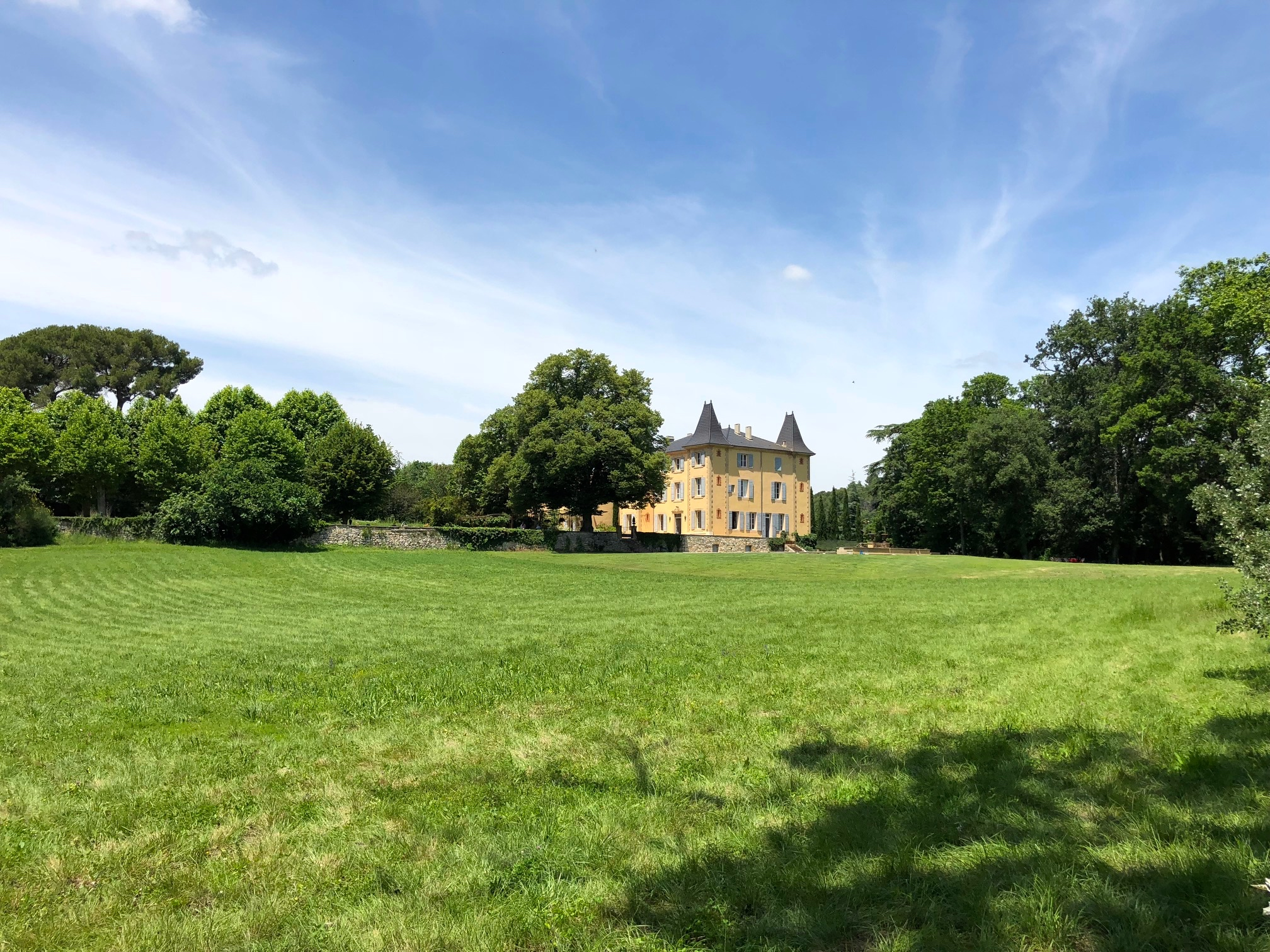
La Brillanne - vue de la campagne

Cette même année, arrivée d’une nouvelle batteuse de marque Pécard à La Brillanne qui suscite l’admiration du pays et de la narratrice. Le 6 août 1893, elle écrit : « Damien de Coye de Castelet et « Chichon » se livrent aux beaux-arts : peinture, dessin, piano, chants accompagnés de guitare... le tout suivi d’une partie de crockett très disputée (...) ». 
Le domaine de La Brillanne, comporte alors 65 hectares de vignes et de céréales. C’est une bastide assez récente, et on apprend que son agrandissement est d’actualité en cette année 1893, par l’ajout d’un étage et de quatre tours à chaque angle.
Parmi les distractions estivales à La Brillanne, le journal évoque les déjeuners et dîners, avec une originalité, chez les de Coye de Castellet, les dîners du mercredi soir. Y participent ceux que les propriétaires de La Brillanne désignent d’un néologisme amusant, les mercredînants. Ce sont des habitués, le plus souvent les voisins de La Présidente, bien sûr, de Saint Simon, de La Rostolane, de Fonscollombe, ou du château d’Alphéran, qui participent à ces soirées dites mercredînantes où l’on plaisante beaucoup.
Le 14 juillet 1893, c’est mercredînant. Mais à La Présidente. Damien de Coye de Castelet est revenu de La Brillanne après avoir couché ses enfants, et « Chichon » danse avec lui un « quadrille des lanciers endiablé ».
On[Qui ?] apprend qu’à la fin de l’été 1894 le lac de La Brillanne et son dernier bassin sont à sec, dû à un hiver, un printemps et un été sans pluie. 

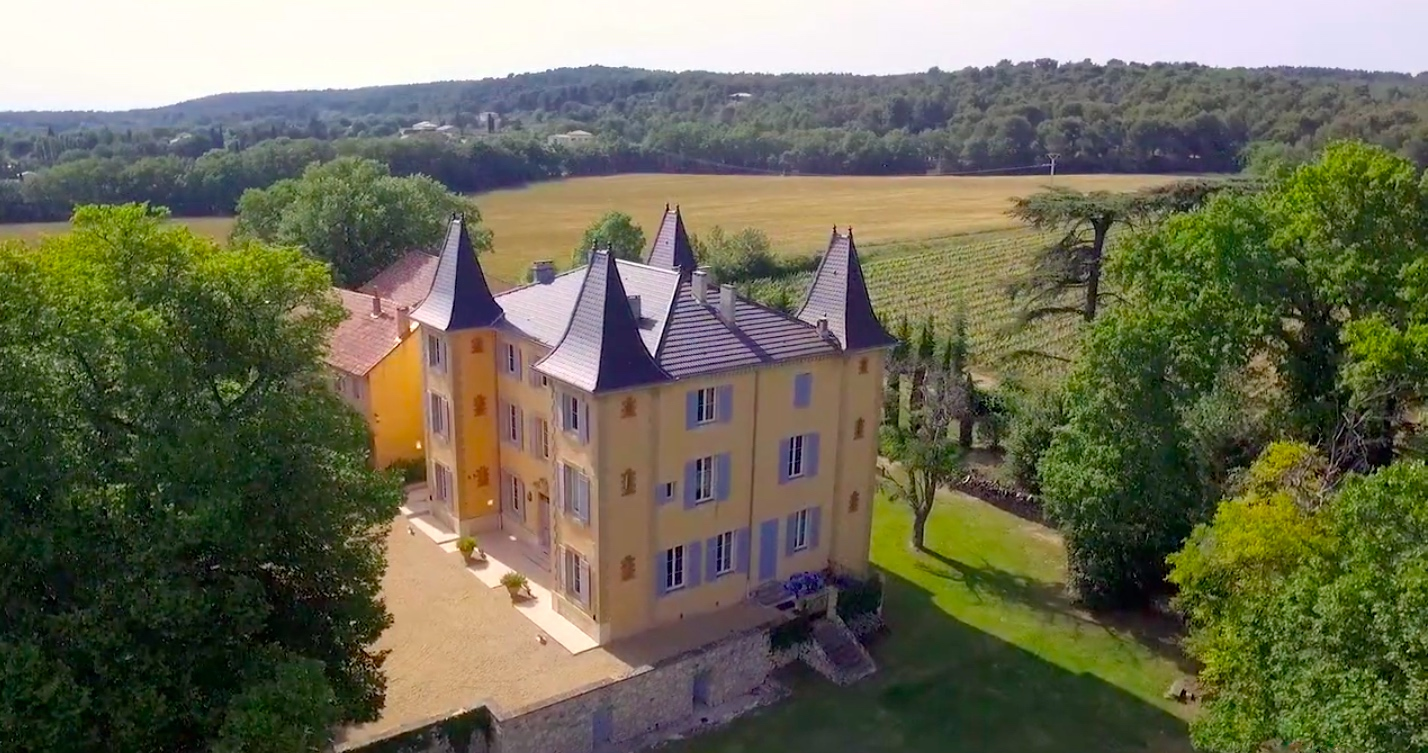
La Brillanne - vue du ciel

Dans le journal, on évoque « La nouvelle Brillanne » qui, s’enorgueillit en effet d’un étage supplémentaire et de quatre tours à chaque angle. Et depuis, entre La Présidente et La Brillanne, qui se font quasiment face, on communique par drapeau blanc à la fenêtre.
Le 22 juillet de l’été suivant (1895), c’est Damien de Coye de Castelet qui apporte la nouvelle de l’élection de Casimir Périer à la présidence de la République lors d’un dîner à La Brillanne.
Le journal mentionne aussi pour une soirée par semaine la pratique de la musique de chambre et les chants.
En journées, les parties de croquets et les baignades dans les bassins ou encore des promenades en barque sur le lac.

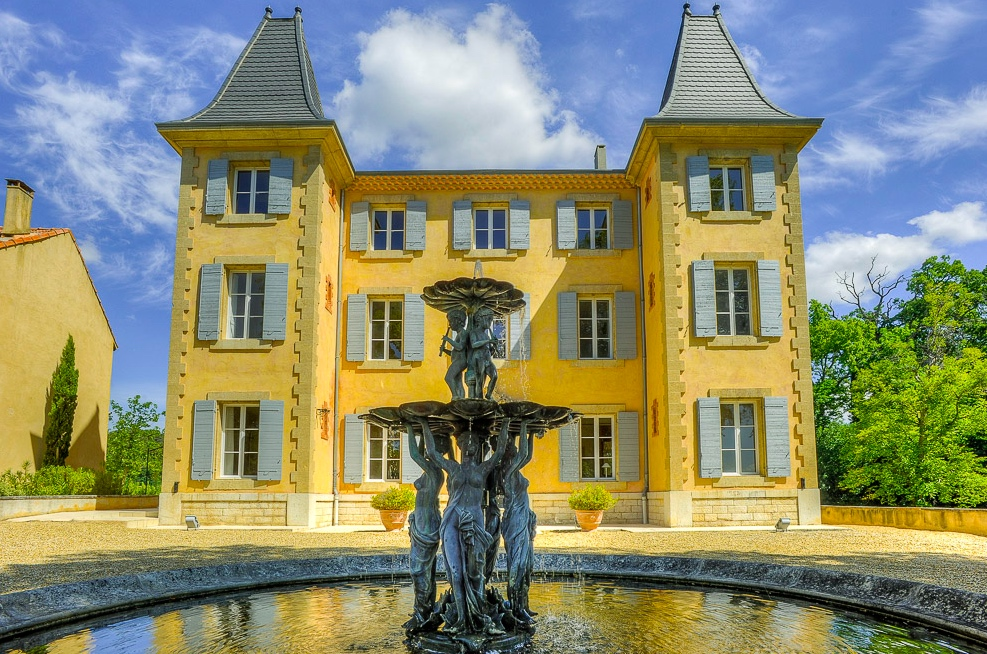
La Brillanne - Le fronton

Chaque été à la mi-août, c’est l’ouverture de la chasse à Puyricard d’où on envoie des bourriches de lapins, de perdreaux, de faisans.
La narratrice, dans ce journal tenu seize années n’hésite pas à se mettre en scène et raconte son arrivée à La Brillanne le 26 août 1894, en fiacre avec un fort mistral.
Tous ces écrits sont des témoignages de la vie à La Brillanne à la fin du XIXe siècle.
À partir des années 1900, Damien héritera du domaine et fera l’acquisition d’un hôtel, rue Villeverte, pour y passer les mois d’hiver, sa sœur ayant hérité de l’hôtel de Courtès.
Tous les étés, frères et sœurs gardent l’habitude de se retrouver à La Brillanne.
Le frère de Damien, Jean, se fera remarquer par des actes de bravoures durant la Première Guerre mondiale.

### Depuis leXXesiècle
Différentes familles se sont succédé depuis les Années folles : la famille Latil notamment.
La propriété a été morcelée dans son ensemble au milieu du XXe siècle mais a gardé une cohérence géographique. Le classement de toutes les parcelles en zone agricole protégée pour la valorisation du patrimoine aixois en font un beau témoignage de la campagne telle qu'elle était au XIXe siècle.
Le vignoble est toujours exploité aujourd'hui, sous le nom de domaine de La Brillane.

## Présentation
La Brillanne est située sur la partie nord du plateau de Puyricard. Ce sont des coteaux en pente douce, bien exposés au soleil et à l’abri du mistral, entrecoupés de ravins qui descendent vers la Touloubre.
Le village de Puyricard a conservé une connotation agricole où l’on retrouve les grandes cultures de la vigne et le blé autour des bastides ou châteaux historiques. On y trouve différents hameaux rattachés : Font-Rousse, Pontès, Coutheron, Célony, Maliverny, La Calade qui ont su s’adapter à la topographie du site et conserver des silhouettes homogènes. 
Le plateau de Puyricard est composé d’une alternance de parcelles cultivées en céréales ou vignes, de pinèdes et de bosquets de chênes verts et blancs.  
La ville d'Aix-en-Provence imposera très vite une protection des bâtiments sous le contrôle de l’architecte des Bâtiments de France. Leurs abords sont également protégés (les végétaux : haies naturelles, buis, allées de platanes ou de pins, bois, les cours d’eau, , etc.).
La protection s’effectue d’un point de vue de « zonage », puisque c’est ainsi que sont exprimées les dispositions du plan local d’urbanisme (PLU) de la commune d’Aix-en-Provence, voté en juillet 2015, le secteur de Puyricard est classé majoritairement en zone AP, soit, « agricole d’intérêt paysager ». Précédemment, le secteur était classé simplement « agricole. »
Cette évolution de « A » à « AP » s’explique précisément par la volonté de préserver Puyricard et ses hameaux (Coutheron, Pontès, Lignane, etc.) des ambitions des promoteurs immobiliers. 
Au début des années 1980, René Borricand (auteur et éditeur de nombreux ouvrages sur l’histoire de la Provence, nommé officier de l'ordre des Arts et Lettres et chevalier de l'ordre des Palmes académiques.), dans son ouvrage Château et bastides du Pays d'Aix (qui reçut le prix Broquette-Gonin en 1982), évoque Le domaine de La Brillanne ainsi : « Une façade typique, à trois étages généreusement percée de cinq fenêtres pour profiter du jardin ; un toit à quatre pentes ornées de génoises, des corniches de tuiles dont le nombre de rangées indique la qualité du propriétaire (trois valent signe de noblesse, les propriétaires de La Brillanne portaient le titre de marquis) et des tours à chaque angles ».
Parler de patrimoine à Aix en Provence, c’est évoquer les éléments bastidaires dans leur ensemble : Les jardins, l’eau et enfin les bâtis. La Brillanne conserve les éléments bastidaires extérieurs et intérieurs classiques .

### Éléments architecturaux extérieurs

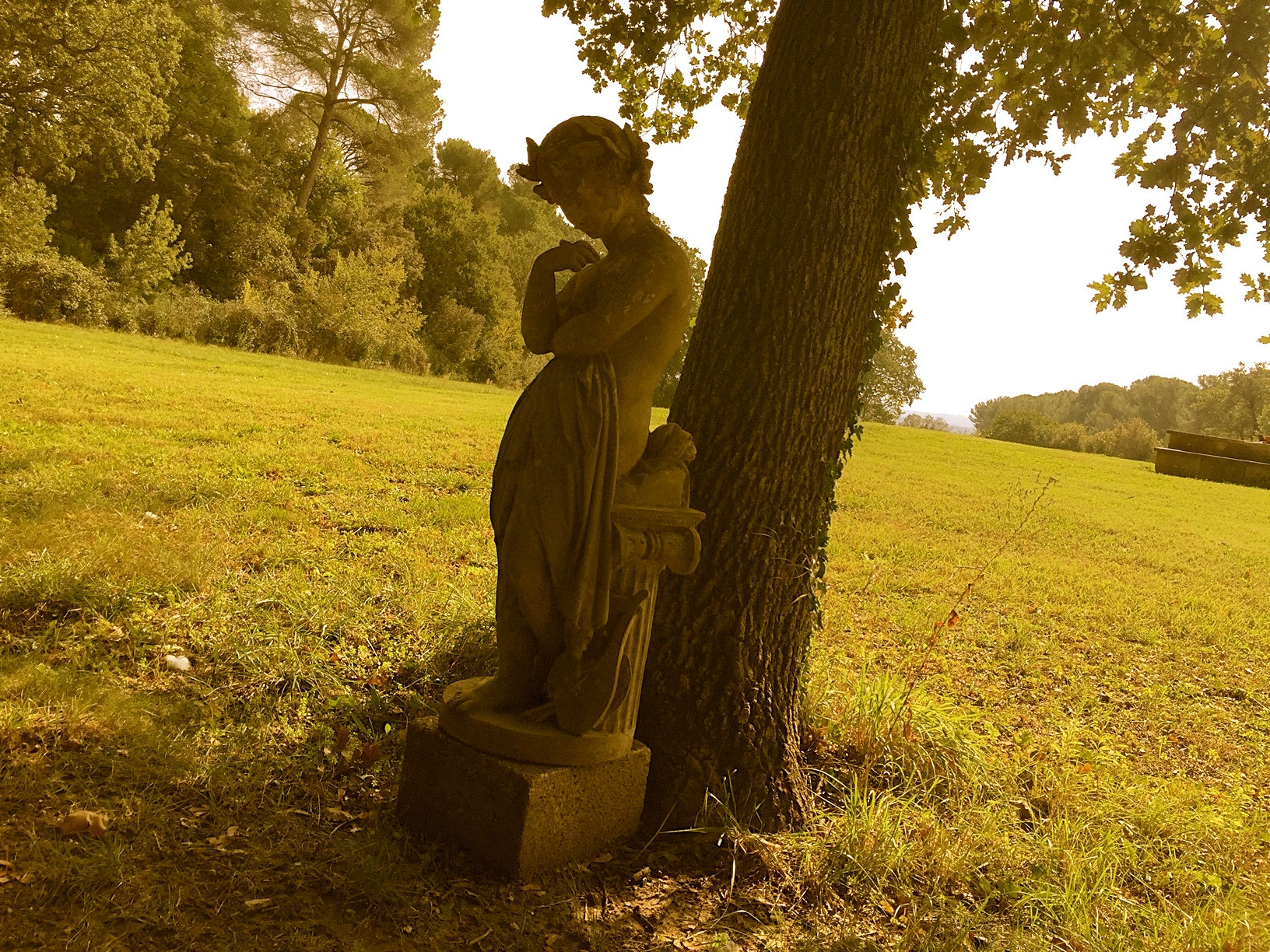
La Brillanne - Paysage - statue dans le parc

Le domaine a conservé l'intégralité de ses dépendances attenantes, ses puits, son aire de battage, son colombier, un jardin à la française avec allées de buis, parterres gravillonnés, et de verdure mais aussi des statues, un bois à l’est de la maison de maître, une entrée monumentale avec une grille en fer forgée qui indiquait sans ambiguïté la puissance et la richesse des maitres des lieux, une véritable tèse provençale et des bassins (alimentés par une source naturelle descendant de la Trévaresse), un lavoir, et des fontaines.

### Éléments intérieurs

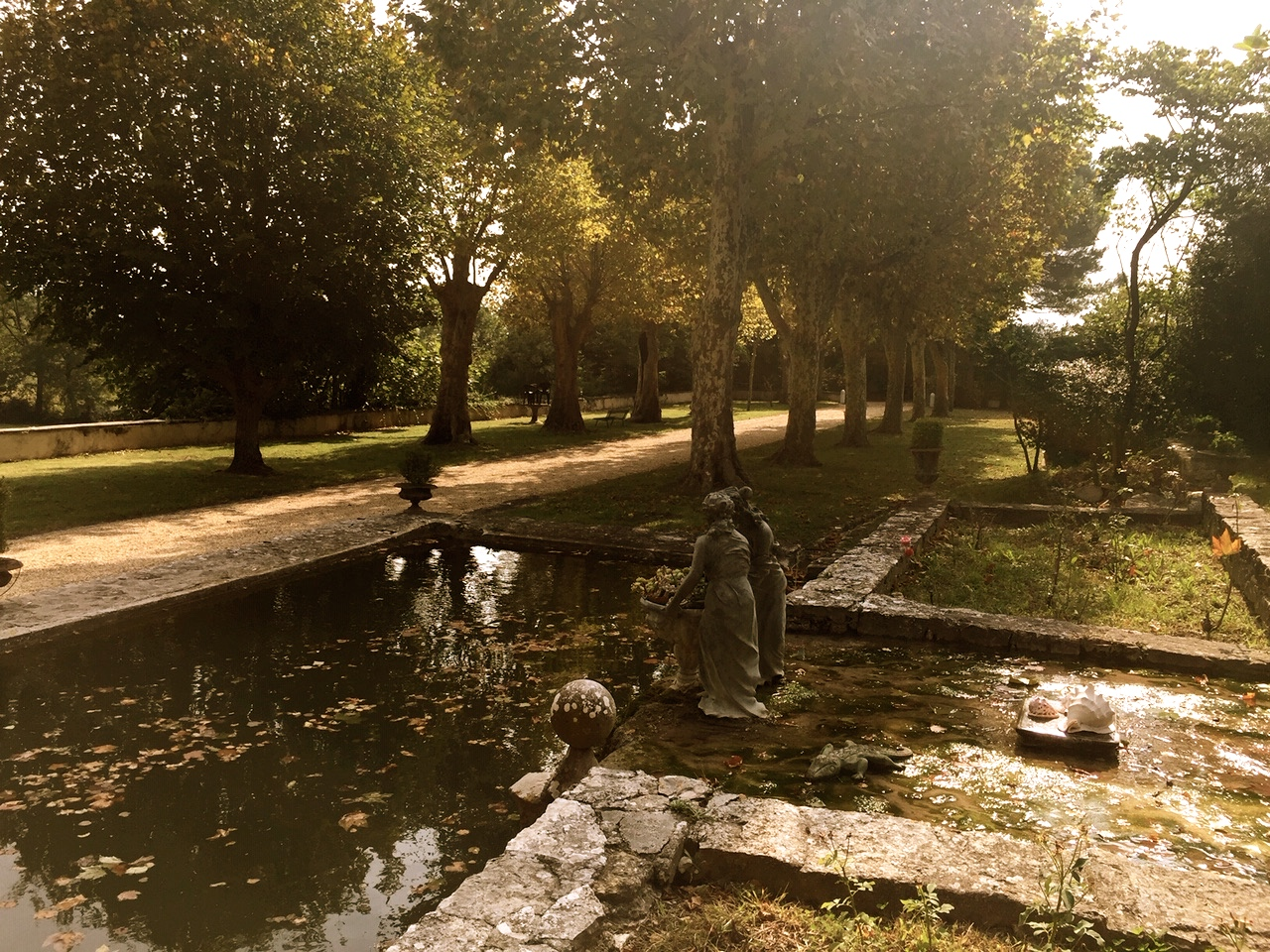
La Brillanne - L'arrivée de la source

Un vestibule avec carreaux en damiers noirs et blancs, des carreaux de ciments du XIXe siècle ; des cheminées en marbre du Tholonet mais aussi en bois noble ; des gypseries dorées témoignant de la richesse de la famille du marquis ; un escalier en bois central ainsi qu’un escalier de service ; une fontaine de marbre ; une cave renfermant des tonneaux, vestiges de l’activité viticole du château.